# Baugé-en-Anjou
Baugé-en-Anjou è un comune francese situato nel dipartimento del Maine e Loira nella regione dei Paesi della Loira. È stato istituito il 1º gennaio 2013 dalla fusione dei precedenti comuni di Baugé, Montpollin, Pontigné, Saint-Martin-d'Arcé e Le Vieil-Baugé.
A Baugé si trova il castello di Grésillon, sede della Maison Culturelle de l'Espéranto (casa  culturale dell'esperanto).
In data 1º gennaio 2016, questo raggruppamento è stato esteso ai nove altri comuni dell'antica comunità dei comuni del cantone di Baugé. Il nuovo comune è quindi costituito dai vecchi 15 comuni: Baugé, Bocé, Chartrené, Cheviré-le-Rouge, Clefs, Cuon, Échemiré, Fougeré, Le Guédeniau, Montpollin, Pontigné, Saint-Martin-d'Arcé, Saint-Quentin-lès-Beaurepaire, Vaulandry, Le Vieil-Baugé.